# Shiing-Shen Chern

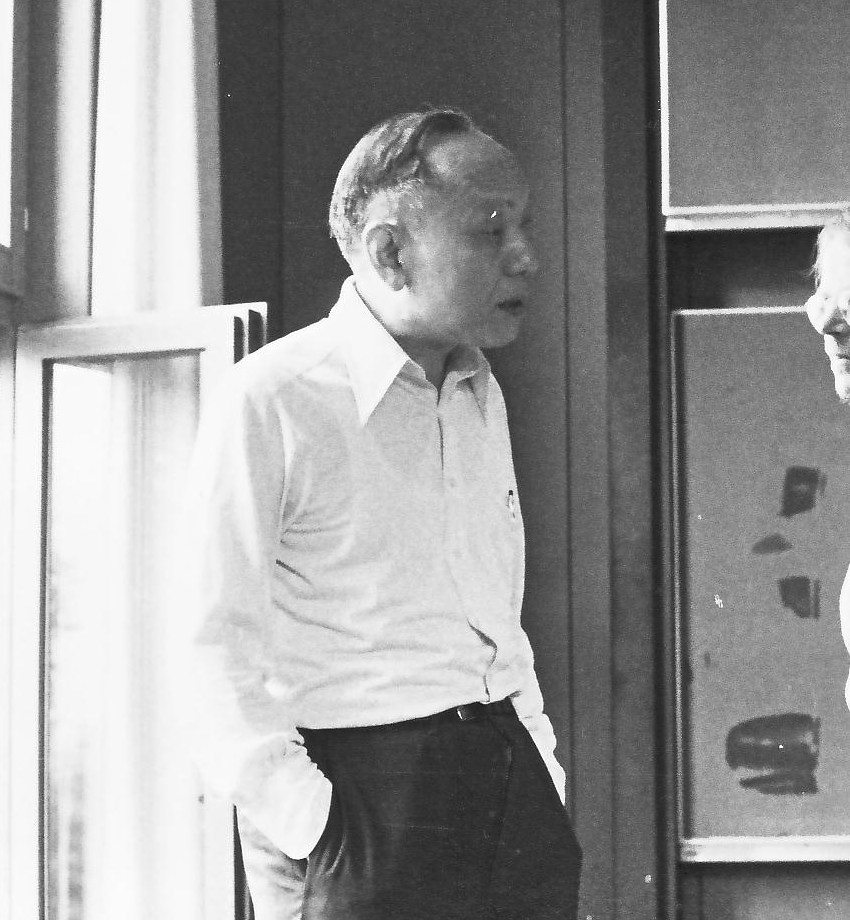
Shiing-Shen Chern

Shiing-Shen Chern (n. 26 octombrie 1911, Jiaxing, Zhejiang - d. 3 decembrie 2004, Tianjin) a fost un matematician american de origine chineză.
Este considerat unul dintre liderii geometriei diferențiale din secolul al XX-lea.
În 1983 a primit Premiul Wolf, iar în 2002 Medalia Lobacevski.